# Peter Hennige
Peter Hennige (* 1944 in Darmstadt) ist ein ehemaliger deutscher Automobilrennfahrer und heutiger Unternehmer.

## Karriere
Peter Hennige begann seine Rennfahrerlaufbahn 1972 im Tourenwagensport. Seinen ersten Rennsieg erreichte er 1974 mit einem Ford Escort RS 1600 des Zakspeed-Teams im GT2.0/T2.0-Rennen in Zolder. Im selben Jahr stieg er mit einem Ford Escort RS 1600 in der 2. Division der Deutschen Rennsport-Meisterschaft (DRM) ein.
1975 war das erfolgreichste Jahr in seiner Rennfahrerkarriere. In der DRM feierte er mit dem 8. Gesamtplatz sein bestes Ergebnis in dieser Rennserie. Mit dem Ford-Team fuhren er und seine Fahrerkollegen Hans Heyer und Jochen Mass auf einem Ford Escort RS 2000 beim 1000-km-Rennen von Kyalami den Gesamtsieg heraus. Dieser Sieg bei einem Langstrecken-Rennen war auch sein größter Rennsporterfolg.
1976 mit einem Ford Escort RS 2000 und 1977 mit einem BMW 2002 Turbo fuhr er weitere Rennsaisons in der DRM, wobei er nicht mehr an die Erfolge anknüpfen konnte. Im DRM-Rennen der 2. Division in Kassel-Calden feierte er 1975, 1976 und 1977 hintereinander den Sieg.
Darüber hinaus startete er 1974 bis 1976 in verschiedenen Tourenwagenrennen im Deutschen Automobil-Rundstrecken-Pokal (DARM), der Europameisterschaft für GT-Fahrzeuge und der Tourenwagen-Europameisterschaft.
1978 verabschiedete Hennige sich aus dem Motorsport. Er stieg als diplomierter Kaufmann in den Automobilhandel ein. 1993 verkaufte er seine Autohäuser und wechselte in die Immobilienbranche, wo er heute immer noch tätig ist.
Hennige ist mit Meharit Schubert, der Witwe von Bruno H. Schubert, verlobt. 
Im August 2015 wurde er wegen des Verdachts des Anlagebetruges verhaftet. Im Mai 2016 wurde er nach einem Geständnis zu zwei Jahren und acht Monaten Haft verurteilt.